# Laurel und Hardy: The Second Hundred Years
The Second Hundred Years (dt. Die zweiten hundert Jahre) ist eine US-amerikanische Stummfilmkomödie des Komiker-Duos Laurel & Hardy aus dem Jahre 1927. Dieser Film kündigte Stan Laurel und Oliver Hardy erstmals offiziell als Duo an. Seine Premiere hatte er am 8. Oktober 1927, in Deutschland bereits am 2. Oktober 1927. 

## Handlung
“Little Goofy” und “Big Goofy” sitzen im Gefängnis, haben aber bereits begonnen, einen Fluchtplan zu schmieden und umzusetzen: Indem sie einen Tunnel graben, wollen sie in die Freiheit flüchten. Unglücklicherweise wird beim Graben und Hacken ein Wasserrohr beschädigt, weshalb umdisponiert werden muss. Anstatt umzukehren, graben sie sich einfach hoch – und landen im Büro des Gefängniswärters. Von diesem werden sie zurück zu den anderen Sträflingen gebracht. Als Arbeit und Gymnastik angesagt ist, schleichen sich “Little Goofy” und “Big Goofy” davon und geben sich als Maler aus, indem sie ihre Gefängnisuniform wenden und die Farbeimer der echten Maler, die gerade ihre Mittagspause antraten, stehlen. Außerhalb des Gefängnis-Grundstückes wird jedoch ein Polizist auf die beiden aufmerksam, weshalb sie sich möglichst unauffällig „durch die Gegend malen“. Dabei bestreichen sie Fensterscheiben, Straßenlaternen und Autos. Erst als der Polizist sie festnehmen will, flüchten sie. Zufällig sind gerade zu der Zeit zwei große französische Gefängnischefs in dem Gefängnis zu Gast, in dem “Little Goofy” und “Big Goofy” inhaftiert waren. Die beiden überwältigen die Polizeichefs, geben sich als diese aus und werden in der Strafanstalt edel empfangen. Erst als man sie zur Besichtigung in die Zellenabteile führt, fliegen sie auf und werden zurück in ihre Zelle gebracht.

## Hintergrund
The Second Hundred Years entstand Ende Juni 1927 an verschiedenen Drehorten. Die Außenaufnahmen sowie das Gittertor des Gefängnisses entstanden auf dem ehemaligen Gelände der Goodyear Reifenfabrik im südlichen Zentrum von Los Angeles, weitere Aufnahmen fanden in Culver City statt, während die Innenaufnahmen in den Hal Roach Studios gedreht wurden.
Der Drehbuchautor Leo McCarey hatte bereits seit 1924 auch in zahlreichen Filmen des Hal Roach Studios Regie geführt. Mit der Zeit entdeckte er, dass Laurel und Hardy vor der Kamera gut miteinander harmonierten, was ihn dazu verleitete, die beiden im Rahmen einer All Star-Serie des Studios groß rauszubringen. Laurel hatte dabei eher die Absicht, nur noch als Autor und Regisseur zu fungieren, während Hardy die Vorstellung gefiel, als Hauptrolle angekündigt zu werden. So wurden letztendlich beide als Schauspieler für den Stummfilm The Second Hundred Years engagiert.

## Der Film im deutschen Sprachraum
In Deutschland wurde The Second Hundred Years vom Verleih UFA an die Filmprüfstelle Berlin gereicht und eine Zulassung der deutschen Version beantragt. Im Oktober wurde der Film unter dem Titel „Kavaliere für 24 Stunden“ schließlich zugelassen, allerdings mit der Auflage »für Jugendliche verboten«, was wahrscheinlich darauf zurückzuführen ist, dass es damals befremdlich wirkte, wenn Respektpersonen nicht respektvoll behandelt werden, wie es im Film des Öfteren der Fall ist. Für die Zwischentitel änderte man “Little Goofy” in „Fassaden-Willy“ und “Big Goofy” in „der feine Bully“. Im Laufe der Zeit wurde der Film insgesamt in elf verschiedenen Fassungen und unter mehreren Namen gezeigt. Andere, vom ursprünglichen deutschen abgesehene Titel waren „Dem Henker entronnen“ (1970) sowie „Mit dem Pinsel in der Hand“ (1975).

## Sonstiges
- Wie in anderen Filmen befinden sich auch in diesem zahlreiche Elemente, die entweder ein Remake eines vorigen Films sind oder die später durch andere Filme weiter verwendet wurden. Der ganze Film ist eine Anlehnung an Charlie Chaplins The Adventurer (1917), die Szene, in der die Häftlinge marschieren, ein Remake aus Larry Semons Frauds And Frenzies (1918). Außerdem kamen zwei Szenen ähnlich in Solofilmen Laurels vor, darunter die Stelle mit dem Kerzengas in Pick And Shovel (1923), sowie die Flucht durch den Tunnel in Detained (1924). Letztere wurde wiederum im späteren Laurel-und-Hardy-Film In der Fremdenlegion (1939) verwendet. Des Weiteren ist die Szene mit dem Versuch, die Cocktail-Kirsche zu fangen, ebenfalls im späteren Partner-Film From Soup to Nuts (1928) zu sehen.
- Dieser Film bildet die Grundlage des späteren Spielfilms Hinter Schloss und Riegel, der im Sommer 1930 entstand.